# Генріх XIII принц Ройсс
Генріх XIII Принц Ройсс (нар. 4 грудня 1951 року в Бюдінгені) — німецький підприємець у сфері нерухомості та член дому Ройсс. Інженер за освітою, живе у Франкфурті-на-Майні і є власником мисливського будиночка Вайдманншайль неподалік Бад-Лобенштайна. Будучи прихильником руху рейхсбюргерів, у 2022 році був заарештований за звинуваченням у змові з метою захоплення влади.

## Сім'я
Генріх XIII Принц Ройсс — син принца Генріха I (Гаррі) Ройсса та Войцлави-Федори, герцогині Мекленбурзької. Великий порядковий номер у його імені є наслідком сімейної традиції давати всім нащадкам чоловічої статі ім'я Генріх (Heinrich) і починати відлік кожного століття з I. Як нащадок британського короля Георга II, принц Генріх стоїть в черзі успадкування британського трону.

## Позови про реституцію
Протягом багатьох років Генріх XIII виступав за відновлення сімейного склепу з саркофагами, який колись перебував у Церкві Святого Іоанна, яка згоріла у 1780 році. Водночас на історичному місці було заплановано створити інформаційний центр. У 1998 році Генріх XIII спробував повернути у приватну власність колишні володіння своєї сім'ї, такі як Ройсський театр Гера.

## Рух рейхсбюргерів
У січні 2019 року Генріх XIII виступив із програмною промовою на Worldwebforum у Цюріху, звинувативши родину Ротшильдів та масонів у фінансуванні воєн та революцій з метою ліквідації монархій. З того часу він став популярною фігурою у русі рейхсбюргерів, які заперечують законність існування ФРН. За словами Крістіана Фукса, Астрід Гейслер, Хольгера Старка та Мартіна Штайнхагена (Zeit Online), промови, які він вимовляв під час публічних виступів, перемежовувалися «антисемітськими, антидемократичними та конспірологічними заявами».
Навесні 2021 року у нього були плакати з гербом Дому Ройссів у Бад-Лобенштайні, які закликають так звану «Державну виборчу комісію Ройссу» відкрити виборчі списки для «фервезера» (уповноваженого представника Дому Ройссів).
Влітку 2022 його запросив на прийом тодішній мер Бад-Лобенштайна Томас Вайгельт. У цьому випадку репортер Ostthüringer Zeitung зазнав фізичного нападу з боку Вайгельта. Наприкінці серпня 2022 року глава Дому Ройссів Генріх XIV дистанціювався від свого родича, близького до руху рейхсбюргерів, оскільки той уже 14 років тому відвернувся від Дому Ройссів і був схильний до «помилок теорії змови».
Генріха XIII було заарештовано під час рейду вранці 7 грудня 2022 року разом із ще 24 людьми. Навесні 2022 року про нього стало відомо Гессенському державному управлінню із захисту конституції. Генеральний прокурор при Верховному суді Німеччини вважає його центральною фігурою у групі, яка, як стверджується, планувала державний переворот. За цим планом у разі успіху планувалося призначити Генріха XIII регентом. Група детально планувала штурм Рейхстагу та порушення енергопостачання держустанов. За даними Федеральної прокуратури, вже був сформований тіньовий кабінет, до якого увійшла суддя і політик Біргіт Малсак-Вінкеманн як міністр юстиції. Крім його квартири у Франкфуртському Вестенді, спецназ також обшукував замок Вайдманншайль. Його партнерка, також заарештована і яка є громадянкою Росії, підозрюється в тому, що пов'язала його з посольством Російської Федерації.